# ليون راسل
كلود راسل بريدجيز (بالإنجليزية: Leon Russell) (ولد في 2 أبريل 1942 - 13 نوفمبر 2016)، المعروف مهنيا بليون راسل، هو مغني وكاتب اغاني، عازف بيانو، وعازف جيتار اميركي. اشتهر في ستينات وسبعينيات من القرن العشرين كما عمل مع العديد من النغنيين العالميين.

## حياته
ولد راسل في لوتون، أوكلاهوما ودرس في ثانوية ويل روجرز في تولسا في أوكلاهوما حيث كان يغني في الملاهي الليلية في تولسا. وأصبح من موسيقيي العامة وعازف إيقاع للعديد من الموسيقيين المشهورين منذ الستينات. وبحلول أواخر الستينات، تنوع عمله ليشمل أولا كتابة الأغاني، وتدرج من عازف موسيقي مصاحب إلى عضو كامل في فرق موسيقية. في نهاية المطاف قدم أعمالا منفردة، على الرغم من أنه لم ينته أبدا في مجال الصناعة الموسيقية. تزوج ماري ماكريري في 1975. وتعاون الاثنين لإنتاج ألبوم عرس خلال عام 1976 وألبوم آخر في 1977. لديهما ابن سماه تيدي جاك (ولد في 1 يناير 1976) وابنة سماها تينا روز (ولدت في 13 نوفمبر 1977). كلاهما موسيقيين. في عام 1979 تزوج الفنانة جانيت قسطنطين بريدجز.

## مشواره المهنى
أول ما عرف به كان كموسيقي العامة، وقد لعب مع فنانين متنوعين مثل جيري لي لويس، جورج هاريسون، ديلاني براملت، رينغو ستار، إلتون جون، إريك كلابتون، والبيردز، وبيتش بويز، ويلي نيلسون، بادفنغر، تيجوانا براس، فرانك سيناترا، والفرقة، غلين كامبل، 'كلايتون' ريد وايت، ورولينج ستونز. وبدأ راسل مسيرته الموسيقية المنفردة في سن 14 سنوات في الملاهي الليلية من تولسا لاعبا لموسيقى من أنواع الروك أند رول، والبلوز وموسيقى الانجيل. وكان له مع فريقه ستار لايترز (وStarlighters)، والمؤلف من يانوش كال، بلاكويل تشاك جوني ويليامز، دور فعال في خلق نمط من الموسيقى المعروفة باسم صوت تولسا. بعد انتقاله إلى لوس انجليس في كاليفورنيا، درس الإيتار مع جيمس بيرتون، وعمل في أعمال للعامة مع دورسي برونيت وغلين كامبل.
وكجزءا من مجموعة استوديو فيل سبيكتور، لعب راصيل كاحتياطي في العديد من النجاحات 1960s الشعبية مثل أغاني للبيردز، غاري لويس والبلايبويز، وبوبي «بوريس» بيكيت، وهيرب ألبرت. في عام 1964 ظهر في «برنامج تامي» (The T.A.M.I. Show)، كعازف على البيانو مع فريق ريكنغ كرو (فرقة استوديو سبيكتور)، يرتدي بنطال رياضي قصير، وشعر داكن املس مربوط للوراء، وهو منظر يناقض مظهره التي اشتهر به فيما بعد. كما شغل منصب مساعد لـ«سنف غاريت» في العديد من انتجاته. على سبيل المثال، لعب الإكسيليفون والأجراس مع بوبي راسل (لا علاقة بينهما
في أغنية «جن الجوكر» (The Joker Went Wild) للمغني هايلاند بريان، في عام 1966. وأسس راسل استوديو تسجيل خاصة به في عام 1967، وتعاون مع مارك بينو، في تسجيل أول اسطوانة له سماها «نظرة داخل جوقة اللجوء» (Look Inside the Asylum Choir).
أول نجاح له في مجال تأليف الأغاني وكان مع جو كوكر في 1969 بنسخة من أغنية «سيدة الدلتا» (Delta Lady). بعد ذلك نظيم راسل جولة «الكلاب المجنونة والإنجليزي» (Mad Dogs and Englishmen Tour) لكروكر  واشتهرت أغنية ال«سوبر ستار» والتي ألفها راسل مع بوني براملت، وغنتها كوليدج ريتا في الجولة، والتي أصابت نجاحا أيضا مع الكاربنترز ولوثر فندروس وسونيك يوث، وعدد آخر من الفنانين. وبعدالجولة مباشرة، أصدر راصيل ألبوما منفردا سماه «ليون راصيل» وضمنه النسخة الأصلية من الاغنية الشعبية «أغنية من أجلك» (A Song for You)، والتي غناها الكاربنترز وهيلين ريدي وويتني هيوستن ودوني هاثاواي، وكريستينا اغيليرا. وخلال عام 1970، لعب راسل البيانو في ألبوم ميسون ديف «وحده معا» (Alone Together) (لا سيما، في أغنية «حزين وعميق مثلك»).
خلال 1960s و 1970s، تملك راسل «استوديو تسجيل الكنيسة» الذي كان عنونه شارع 3 في تولسا، والتي يملكها الآن ميتشل غلين وستيف ريبلي الذي كان مهندسا في استوديو راسل.
خلال صيف عام 1971، طلب وجورج هاريسون من راسل العزف على البيانو لألبوم بادفنغر الثالث «المستقيم» (Straight Up).
وفي 1971 شارك راسل في تسجيلات بي بي كنغ، واريك كلابتون وبوب ديلان، وأطلق البومين خاصين باسمه: «ليون راسل وشعب المأوى» (Leon Russell And The Shelter People) و«جوقة اللجوء 2» (Asylum Choir II) مع بينو مارك. كذلك، ساعد راسل على إحياء مسيرة فريدي كينغ الفنية من خلال التعاون معه على إنتاج ثلاثة من ألبومات المأوى خلال 1970s.
خلال عام 1972 وصل البومه 0}كارني إلى المركز الثاني في الهت تشارت الاميركي بسبب أغنية «حبل مشدود» (Tight Rope). وبالإضافة إلى ذلك حاز البومه الذي احتوى على أغنية «المهزلة هذه» (This Masquerade)، على جائزة غرامي لسنة 1977.
خلال نوفمبر 2009، كتب العديد من الأغاني مع لالتون جون وبيرني توبي. وأصدر البوم "الاتحاد" في 19 أكتوبر 2010. لعب راسل على البيانو مرافقا لفرقة للزاك براون في حفل توزيع جوائز غرامي عام 2010.

## الأعمال الغنائية

### ألبومات
| السنة | اسم الألبوم | المركز في الهت تشارت | المركز في الهت تشارت    | المركز في الهت تشارت | المركز في الهت تشارت |
| السنة | اسم الألبوم | US                   | الولايات المتحدة ريفية. | كندة                 | كندة البلد           |
| ----- | --- | -------------------- | ----------------------- | -------------------- | -------------------- |
| 1966  | ملحمية لعشاق الشباب (مع سلسلة الرباعية منتصف الليل) Rhapsodies for Young Lovers (with Midnight String Quartet) | --                   | --                      | --                   | --                   |
| 1968  | نظرة من الداخل على اللجوء جوقة (مع مارك بينو) Look Inside the Asylum Choir (with Marc Benno)                   | --                   | --                      | --                   | --                   |
| 1970  | ليون راسيل Leon Russell                                                                                        | 60                   | --                      | --                   | --                   |
| 1971  | ليون راسل والشعب مأوى Leon Russell And The Shelter People                                                      | 17                   | --                      | 14                   | --                   |
| 1971  | اللجوء جوقة الثاني (مع مارك بينو) Asylum Choir II (with Marc Benno)                                            | 70                   | --                      | --                   | --                   |
| 1972  | كارني Carney                                                                                                   | 2                    | --                      | 4                    | --                   |
| 1973  | لايف ليون Leon Live                                                                                            | 9                    | --                      | 9                    | --                   |
| 1973  | هانك ويلسون العودة Hank Wilson's Back                                                                          | 28                   | 15                      | 85                   | --                   |
| 1973  | إذا نظرنا إلى الوراء Looking Back                                                                              | --                   | --                      | --                   | --                   |
| 1974  | وقف كل ما جاز Stop All That Jazz                                                                               | 34                   | --                      | 43                   | --                   |
| 1975  | سوف يا لفافة ورقية Will O' the Wisp                                                                            | 30                   | --                      | 72                   | --                   |
| 1976  | أفضل من رسل ليون Best of Leon Russell                                                                          | 40                   | --                      | --                   | --                   |
| 1976  | ألبوم الزفاف (مع ماري رسل) Wedding Album (with Mary Russell)                                                   | 34                   | --                      | --                   | --                   |
| 1977  | جعل الحب للموسيقى (مع رسل مريم) Wedding Album (with Mary Russell)                                              | 142                  | --                      | --                   | --                   |
| 1978  | أمريكانا Americana                                                                                             | 115                  | --                      | --                   | --                   |
| 1979  | واحد عن الطريق (لايف) (مع ويلي نيلسون) One For the Road (live)(with Willie Nelson)                             | 25                   | 3                       | 28                   | 1                    |
| 1979  | الحياة والحب Life and Love                                                                                     | --                   | --                      | --                   | --                   |
| 1981  | في ألبوم لايف (مع إحياء شعبية جديدة) Life and Love                                                             | 187                  | --                      | --                   | --                   |
| 1984  | هانك ويلسون، والمجلد. الثاني Life and Love                                                                     | --                   | --                      | --                   | --                   |
| 1984  | الصلبة الدولة Life and Love                                                                                    | --                   | --                      | --                   | --                   |
| 1989  | ليون راسيل Life and Love                                                                                       | --                   | --                      | --                   | --                   |
| 1992  | كل شيء وارد Life and Love                                                                                      | --                   | --                      | --                   | --                   |
| 1992  | مجنون الحب Life and Love                                                                                       | --                   | --                      | --                   | --                   |
| 1992  | المجموعة Life and Love                                                                                         | --                   | --                      | --                   | --                   |
| 1995  | تراتيل عيد الميلاد Life and Love                                                                               | --                   | --                      | --                   | --                   |
| 1996  | اعطني المأوى: ورسل أفضل من ليون Life and Love                                                                  | --                   | --                      | --                   | --                   |
| 1997  | بأثر رجعي Life and Love                                                                                        | --                   | --                      | --                   | --                   |
| 1998  | هانك ويلسون، والمجلد. 3 : الأسطورة في وقتي Hank Wilson, Vol. 3: Legend in My Time                              | --                   | --                      | --                   | --                   |
| 1999  | في مواجهة الحشد Hank Wilson, Vol. 3: Legend in My Time                                                         | --                   | --                      | --                   | --                   |
| 1999  | البلوز: الأغنية القديمة ذاتها Hank Wilson, Vol. 3: Legend in My Time                                           | --                   | --                      | --                   | --                   |
| 2000  | يعيش في غيلي في Live at Gilley's                                                                               | --                   | --                      | --                   | --                   |
| 2001  | أفضل من رسل ليون Best of Leon Russell                                                                          | --                   | --                      | --                   | --                   |
| 2001  | الإيتار البلوز Best of Leon Russell                                                                            | --                   | --                      | --                   | --                   |
| 2001  | التوقيع أغاني Best of Leon Russell                                                                             | --                   | --                      | --                   | --                   |
| 2001  | الإيقاع والبلوغراس: هانك ويلسون، والمجلد. 4 (مع إحياء العشب الجديد) Best of Leon Russell                       | --                   | --                      | --                   | --                   |
| 2002  | ضوء القمر وأغاني الحب (مع ناشفيل السمفونية) Best of Leon Russell                                               | --                   | --                      | --                   | --                   |
| 2003  | في أحلامك Best of Leon Russell                                                                                 | --                   | --                      | --                   | --                   |
| 2003  | البلد سيئة Bad Country                                                                                         | --                   | --                      | --                   | --                   |
| 2003  | البيانو تقريبا Almost Piano                                                                                    | --                   | --                      | --                   | --                   |
| 2006  | طوفان عارم Almost Piano                                                                                        | --                   | --                      | --                   | --                   |
| 2006  | الملاك في التنكر Angel in Disguise                                                                             | --                   | --                      | --                   | --                   |
| 2010  | الاتحاد (مع التون جون) Angel in Disguise                                                                       | TBA                  | TBA                     | TBA                  | TBA                  |

### الأعمال الفردية
| السنة | عازب                                                                                       | موقعها | موقعها                  | موقعها         | موقعها       | موقعها        | اسم الألبوم                   |
| السنة | عازب                                                                                       | US     | الولايات المتحدة ريفية. | يمكن           | يستطيع البلد | يمكن الإيطالي | اسم الألبوم                   |
| ----- | ------------------------------------------------------------------------------------------ | ------ | ----------------------- | -------------- | ------------ | ------------- | ----------------------------- |
| 1972  | "حبل مشدود" Tight Rope                                                                     | 11     | --                      | نهاية الصفحة 5 | --           | --            | كارني                         |
| 1973  | "الملكة من الرول دربي" Queen of the Roller Derby                                           | 89     | --                      | --             | --           | --            | كارني                         |
| 1973  | "في دحر بيبي الحلو ذراعي" (ويلسون هانك) Queen of the Roller Derby                          | 78-    | 57                      | --             | 30           | --            | هانك ويلسون العودة، المجلد. 1 |
| 1973  | "أنا وحيد حتى أتمكن من البكاء" (ويلسون هانك) I'm So Lonesome I Could Cry" (as Hank Wilson) | 78-    | --                      | --             | --           | --            | هانك ويلسون العودة، المجلد. 1 |
| 1974  | "حزمة من ستة إلى الذهاب" (كما ويلسون هانك) A Six Pack to Go" (as Hank Wilson)              | --     | 68                      | --             | 76           | --            | هانك ويلسون العودة، المجلد. 1 |
| 1974  | "وإذا كان لي كاربنتر" If I Were a Carpenter                                                | 73     | --                      | 87             | --           | --            | وقف كل ما جاز                 |
| 1975  | "سيدة الأزرق" If I Were a Carpenter                                                        | 14     | --                      | 44             | --           | 18            | سوف يا لفافة ورقية            |
| 1976  | "عودة إلى جزيرة" Back to the Island                                                        | 53     | --                      | --             | --           | 33-           | سوف يا لفافة ورقية            |
| 1976  | "قوس قزح في عينيك" Back to the Island                                                      | 52     | --                      | --             | --           | --            | عرس البوم                     |
| 1978  | فندق "الاسى" (ث / ويلي نيلسون) Back to the Island                                          | --     | 1                       | --             | 1            | --            | واحد للطريق                   |
| 1984  | "انها حصلت جيد تشارلي الوقت البلوز" Back to the Island                                     | --     | 63                      | --             | --           | --            | الصلبة الدولة                 |
| 1984  | "المدفع اباش" (ث / ويلي نيلسون، ويلسون هانك) Back to the Island                            | --     | 91                      | --             | --           | --            | فردي                          |
| 1992  | "كل شيء وارد" Anything Can Happen                                                          | --     | --                      | --             | --           | --            | كل شيء وارد                   |
| 1992  | "الأرض المحرمة" Anything Can Happen                                                        | --     | --                      | --             | --           | --            | كل شيء وارد                   |

## الأغاني المصورة
| السنة | فيديو           | مخرج         |
| ----- | --------------- | ------------ |
| 1992  | "كل شيء وارد"   | شيرمان هالسي |
| 1992  | "الأرض المحرمة" | شيرمان هالسي |

## الروابط الخارجية
- ليون راسل على موقع IMDb (الإنجليزية)
- ليون راسل على موقع الموسوعة البريطانية (الإنجليزية)
- ليون راسل على موقع ميوزك برينز (الإنجليزية)
- ليون راسل على موقع رولينغ ستون (الإنجليزية)
- ليون راسل على موقع إن إن دي بي (الإنجليزية)
- ليون راسل على موقع أول ميوزيك (الإنجليزية)
- ليون راسل على موقع ديسكوغز (الإنجليزية)
- ليون راسل على موقع ديسكوغز (الإنجليزية)
- ليون راسل على موقع قاعدة بيانات الفيلم (الإنجليزية)

- الموقع الرسمى لليون راسل